# Consiglio dell'Oman
Il Consiglio dell'Oman (in arabo مجلس عُـمان‎?, Majlīs Euman) è il parlamento bicamerale del Sultanato dell’Oman.

## Composizione
Esso si compone di una camera bassa di 90 membri eletti direttamente dai cittadini (nel quadro di una monarchia assoluta ed apartitica), l’Assemblea consultiva dell'Oman (la più forte tra le due) e di una camera alta di 83 membri nominati dal Sultano dell'Oman, il Consiglio di Stato.